# 週刊パパラビゾーレ
『週刊パパラビゾーレ』（しゅうかんパパラビゾーレ）とは、1998年10月10日から2003年3月30日まで東北放送（TBCテレビ）で放送されていた宮城県ローカルの報道ワイドショー・情報番組である。

## 概要
本番組はキー局・TBS製作の『サンデーモーニング』と同様に1週間のニュースと特集コーナーが設けられており、中継コーナーも存在していた。
番組は2003年3月30日放送分をもって終了（翌週からは『サンデージャポン』の同時ネットを開始）。TBCテレビのローカル番組は、土曜夕方の『Do Youお出かけ隊!!』へと受け継がれた。 

## 出演者

### メインキャスター
- 郡和子（当時TBCアナウンサー、現：仙台市長）
- 田沼佳之（当時TBCアナウンサー、現：テレビ制作部）

### レギュラーゲスト
- 友川かずき（シンガーソングライター）

## 放送時間
| 期間                                                                 | 期間    | 放送時間（JST）       |
| -------------------------------------------------------------------- | ------- | --------------------- |
| 1998.10                                                              | 2000.3  | 土曜日 17:00 - 18:00  |
| 2000.4                                                               | 2002.12 | 日曜日 9:54 - 11:24   |
| 2003.1                                                               | 2003.3  | 日曜日 10:00 - 11:001 |
| 補足 1 テレビ東京の『Ya-Ya-yah』時差ネット開始に伴い、放送時間短縮。 |         |                       |